# Брест (община Македонський Брод)
Брест (мак. Брест) — село в Північній Македонії в общині Македонськи-Брод. Розташоване в регіоні Поріччя.

## Церкви
- Церква Св. Талалея
- Церква Св. Йована (Іоанна)
- Церква Св. Преображення
- Церква Св. Петка

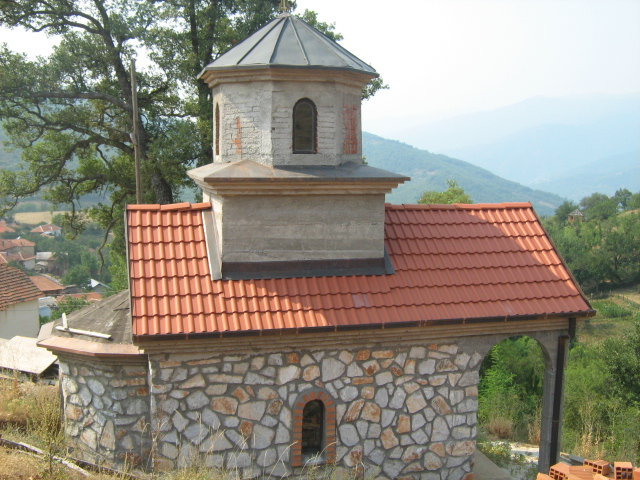
Церква Св. Іоанна Хрестителя
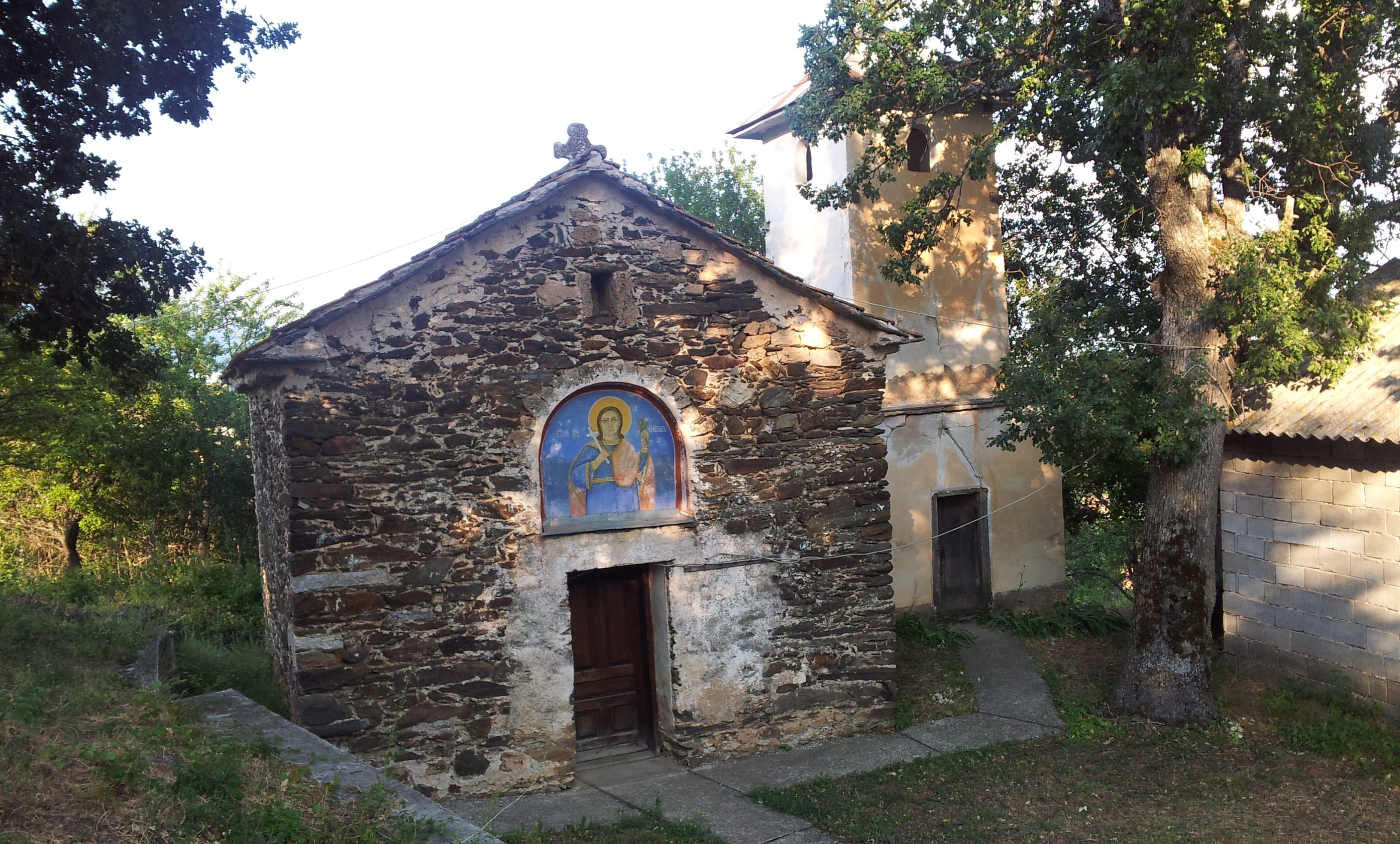
Церква Св. Талалея
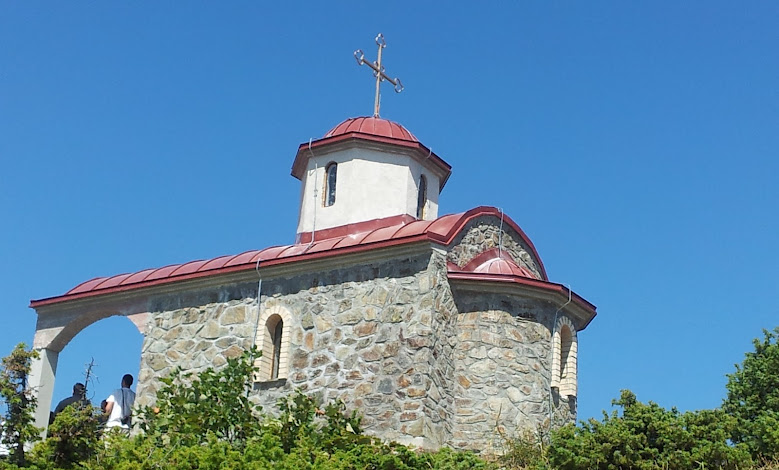
Церква Св. Преображення
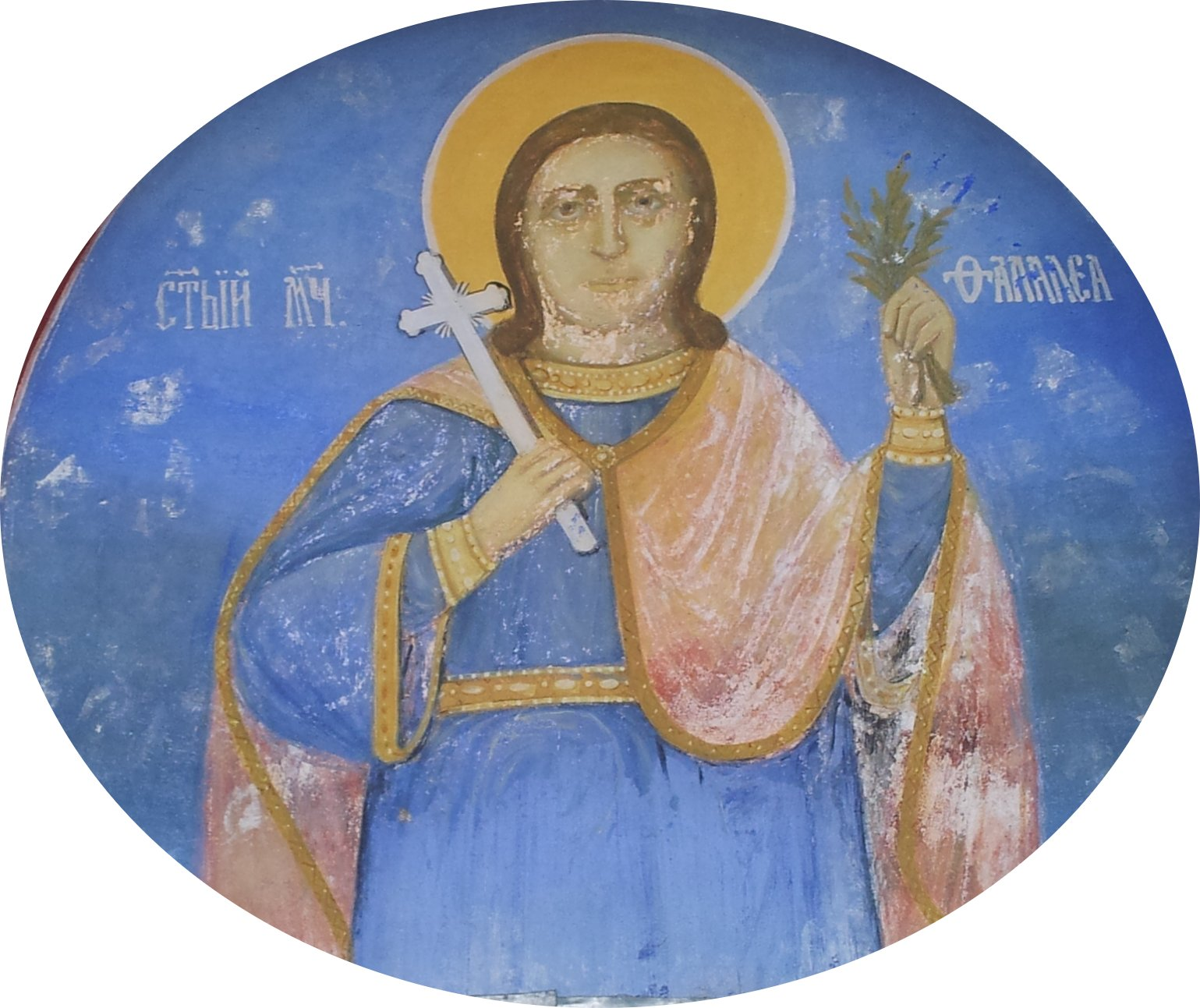
Ікона святого Талалея у церкві Св. Преображення
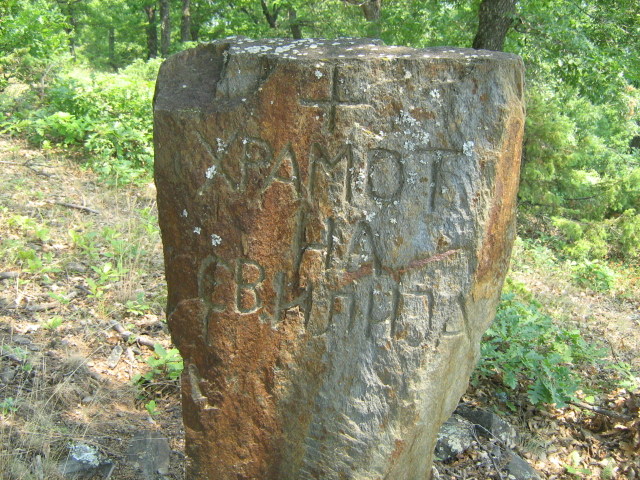
Камінь на місці храму Св. Іллі на шляху до вершини Фойник

## Галерея

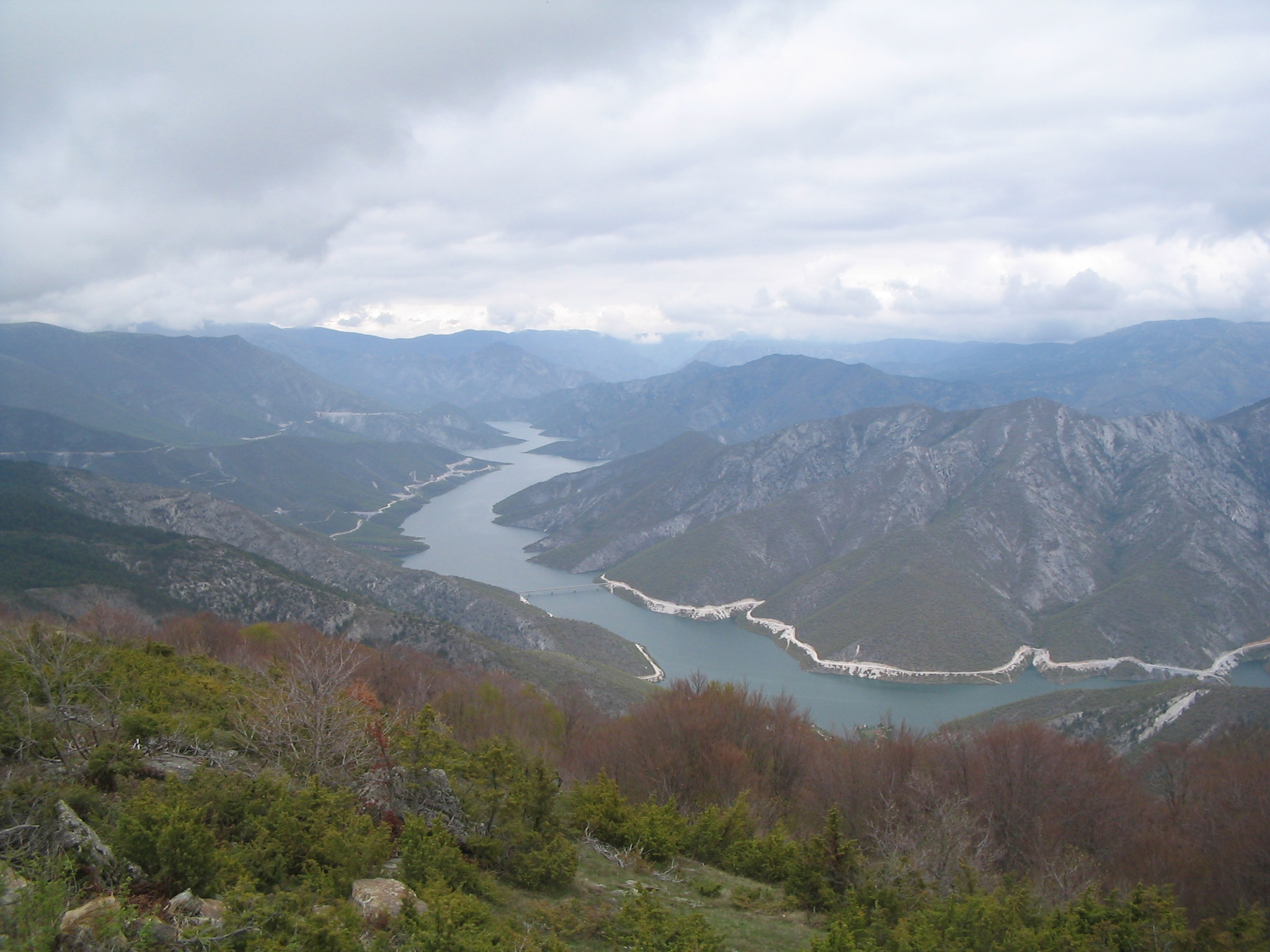
Краєвид з вершини Фойник (1400 м), що знаходиться безпосередньо над селом
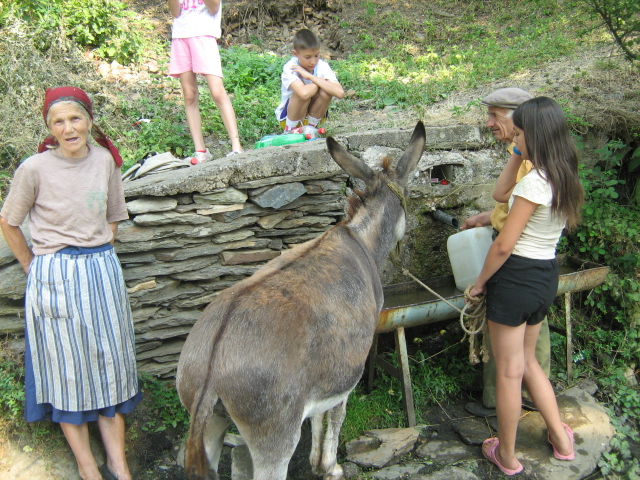
Напування худоби біля джерела Шошор